# 병역의무자노동조합
병역의무자노동조합(네덜란드어: Vereniging van Dienstplichtige Militairen, 약칭 VVDM)은 1966년부터 1996년까지 존재하였던 네덜란드의 병사 노동조합이다.

## 역사
VVDM은 1966년 8월 4일 루바스 오스터르베이크(Loebas Oosterbeek)에 의해 설립되었으며, 1969년에는 네덜란드 국방부와의 교섭 단체로 공식 지정되었다. 1970년대 초반에는 간부에 대한 경례의 의무, 두발 자유화, 급여 제도등에 대한 대규모 활동을 전개하였으며, 1970년대에 절정에 달했을 때는 당시 징집병의 80 % 에 달하는 4만 명의 회원이 등록되어 있었다. VVDM은 다른 유럽 국가의 병사 노동조합과 긴밀한 접촉을 하였으며, 1990년에는 네덜란드노동조합총연맹(FNV)에 가입하기도 하였다.
1967년 4월부터는 조합지인 월간 트빈터흐(Twintig, 숫자 20을 의미)을 발간하기 시작하였다. 여기에는 더르크 사우어(Derk Sauer)나 폰스 뷔르거(Fons Burger)와 같은 저명한 편집자들 또한 함께하였다.
VVDM은 1971년과 1972년에 간부에 대한 경례 의무와 두발 제한에 반대하는 활동으로 전국적인 유명세를 얻었으며, 그 중에는 머리를 자르기를 거부한 리뉘스 베어만(Linus Wehrmann)에 대한 석방 운동 또한 있었다. 선동적인 기사를 작성하였다는 이유로 4개월의 영창 처분을 받은 편집자 빔 스휠(Wim Schul)과 한스 도나(Hans Dona) 또한 언론의 주목을 받았다.
1972년에는 경쟁 관계인 전네덜란드병사노동조합(Algemene Vereniging Nederlandse Militairen, 약칭 AVNM)이 설립되었다. AVNM은 VVDM과 달리 적극적인 행동을 회피하고, 군 수뇌부와의 협의를 통해 여건 개선을 이루고자 하였다.

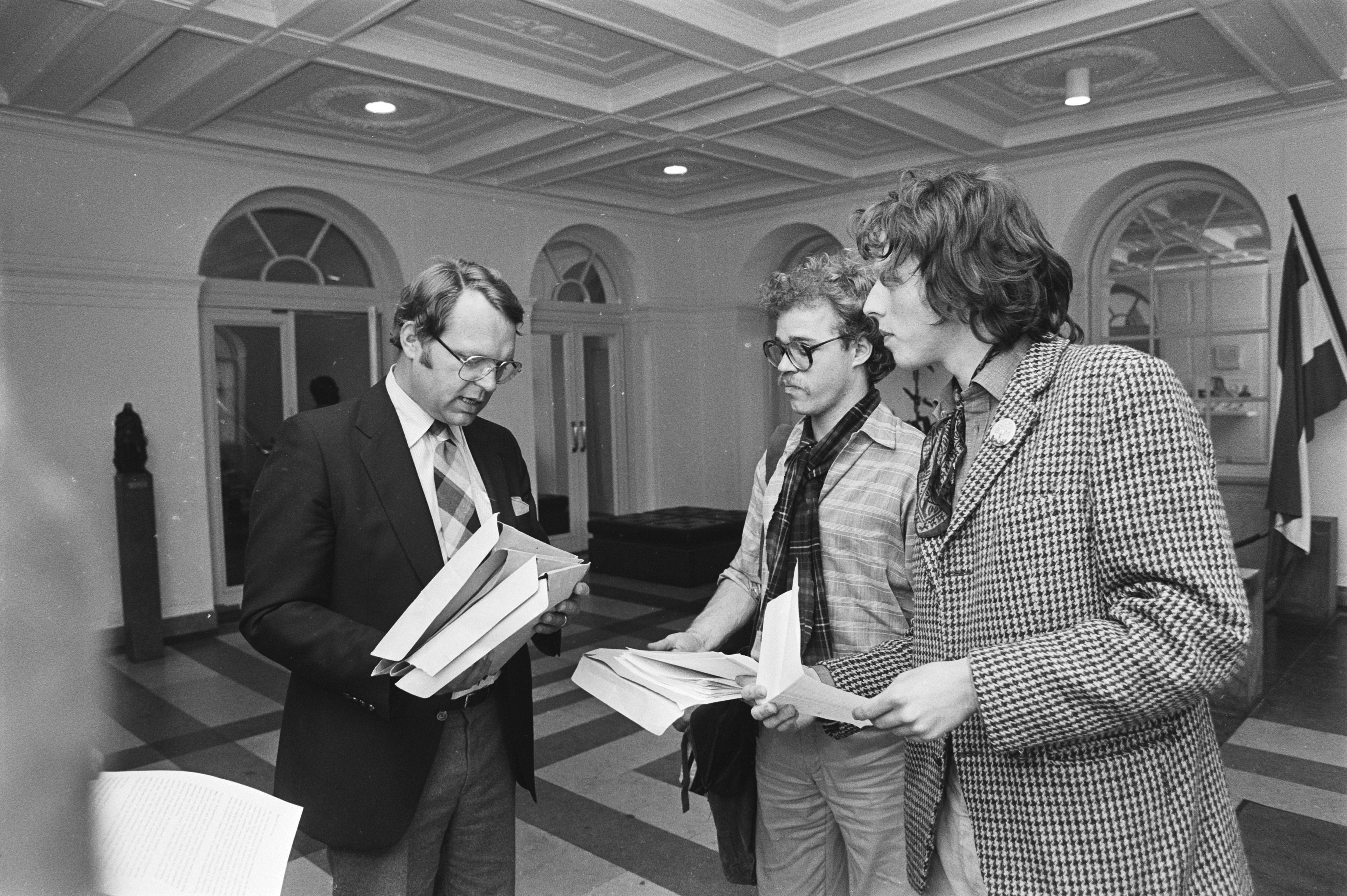
클라스 더프리스(국방위원회)가 이보 부루마(오른쪽) 앞에서 VVDM의 청원을 수락하는 장면(1980년)

VVDM의 수년에 걸친 활동 끝에 1973년, 국방부 장관 헹크 프레덜링(Henk Vredeling)은 간부에 대한 경례 의무를 폐지하였다. 이전까지 징집된 병사들은 군복무 기간 동안 상급자를 보면 반드시 경례를 해야 하였다. VVDM은 이에 반대하여 '국가 경례의 날'을 만들고, 마주치는 모든 사람에게 경례를 하는 방식의 활동을 펼치었다.
VVDM 활동 열기의 정점은 1974년 2월 14일 위트레흐트에서 이루어진 주말 근무 보상을 위한 전국적 행동이었다. 당시 VVDM의 약 2만 명의 조합원 중 8천 명이 모였으며, 전체 병사의 60%가 조합원이었다.
신형 순항 미사일 도입에 대해서도 이전보다는 적지만 상당한 활동이 이루어졌다. 1981년 11월 21일 VVDM은 암스테르담에서 전교회평화협의회(Interkerkelijk Vredesberaad, IKV)와 함께 평화 시위를 개최하였다. 또한 1983년 10월 29일 헤이그에서 열린 반순항미사일협의회(Komitee Kruisraketten Nee)의 시위에서는 몇몇 병사들이 지휘부의 금지 명령에도 불구하고 수십만 명의 군중 사이에 제복을 입고 참가하였다.
1995년 VVDM은 네덜란드 정부에 대하여 24,000명의 징집병들의 동원 중지를 요구한 약식 소송에서 패하였다. 이 소송은 1년 후의 군제 개혁과 더불어 이루어지는 징병제 폐지 때문이었다. VVDM은 이러한 마지막 징병이 제도의 남용이자 징집되어 있는 남성들이 금전적 피해를 입는다고 주장하였다.
1996년 9월 징병제는 중지되었다. VVDM은 1996년 9월 16일 아르티스 동물원에서 ‘네덜란드군 내의 민주적인 성분’이라는 주제로 개최된 마지막 총회를 끝으로 자진 해산하였으며, 그와 동시에 VVDM 유산 재단이 설립되었다. 현재에도 존속하는 이 재단에는 조합의 남은 재산이 비축되어있는데, 이는 후일 징병제가 다시 도입될 경우의 재설립을 위한 것이다.

## 조직
VVDM은 다음과 같은 조직으로 구성되어 있었다.
- 최고 의사 결정 기관은 전조합원총회(Algemene Leden Vergadering, ALV)이었다. ALV는 1970년대부터 2개월마다 정기적으로 열렸으며, 모든 조합원이 참석할 수 있었다. 여기에서 조합의 기본 정책이 수립되었고 새로운 이사회 임원이 선출되었다. 조합원은 일반 조합원(현역)과 특별 조합원(예비역)의 두 종류로 구별되었다.
- 일반위원회(Algemeen Bestuur)는 VVDM을 이끌고 조직의 연속성을 유지하기 위해 노력하였다. 빠르게 변화하는 위원회의 구성으로 인해 조합의 지속성 문제가 발생하였기 때문에, 일반위원회에는 현직 집행위원회 위원 외에도 전임 위원들이나 부서장들이 포함되어 있었다.
- 집행위원회(Dagelijks Bestuur)는 VVDM의 일상 업무를 담당하였으며, 현역인 7~8명의 병사들고 구성되어 있었다. 처음에 집행위원회는 헬데를란트주 스트루(Stroe) 근처의 더비텐베르흐(De Wittenberg) 주둔지에서 회동하였으며, 1972년부터 1988년까지는 위트레흐트의 호옐 부대(Hojelkazerne)에 자리를 잡았다. 1988년부터 1995년까지는 크롬하우트 부대(Kromhoutkazerne)에 있었다. 집행위원회 위원은 여타 모든 업무에서 제외되었다.

VVDM 내에서는 각 부서들이 중심적인 역할을 담당하였다. 원칙적으로 한 부대에 주둔한 VVDM 조합원들이 부서를 이루었으며, 각 부서에는 스스로를 대표하는 자체 위원회와 부서장이 있었다. 1960년대 후반에는 부서가 지역별로 나뉘었으며, 구역별로 조정자가 있었다. 당시의 부서장들은 소위 'hearing'이라는 회의에서 회동하였다. 이외에도 VVDM에는 일반위원회와 집행위원회를 지원할 목적으로 다양한 정책 분야의 위원회가 수십 개 존재하였다. 또한 ALV에서 설립되어 전조합원총회에서 보고할 목적의 'ALV 위원회'가 존재하였다.

## 역대 위원장

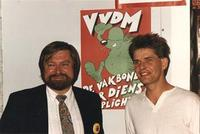
1986년 당시 VVDM 회장 마르턴 펠트하위저(Maarten Veldhuizen, 오른쪽)과 VVDM 창립자 루바스 오스터르베이크(왼쪽)

- 루바스 오스터르베이크 (Loebas Oosterbeek, 1966-67)
- 마리우스 알더르스 (Marius Aalders, 1967-68)
- 크리스 판보켈 (Chris van Bockel, 1968-69)
- 뤼트 베르하민 (Ruud Bergamin, 1969-70)
- 휘브 데이스텔블룸 (Huub Dijstelbloem, 1970-71)
- 얀 레인처스 (Jan Reijntjes, 1971)
- 얀 판베르허 (Jan van Bergen, 1971-72)
- 케이스 베임스터르부어 (Kees Beemsterboer, 1972-73)
- 폴 튀르커 (Paul Turken, 1973-74)
- 한스 빌민크 (Hans Wilmink, 1974)
- 얀 비팅 (Jan Witting, 1974-75)
- 얀빌럼 베셀데이크 (Jan Willem Wesseldijk, 1975)
- 테오 더로스 (Theo de Roos, 1975-76)
- 요스 린네만 (Jos Linneman, 1976-77)
- 한스 톰슨 (Hans Tomson, 1977-78)
- 마르트 클라선스 (Mart Classens1978)
- 에릭 쾰러 (Eric Köhler, 1978-79)
- 리코 모나소 (Rico Monasso, 1979-80)
- 한스 레비어르 (Hans Revier, 1980-81)
- 빔 네인도르프 (Wim Neijndorff, 1981-82)
- 케이스 더코르트 (Kees de Kort, 1982-83)
- 아벨 스미트 (Abel Smit, 1983)
- 마르틴 코퍼르 (Martin Koper, 1983)
- 르네 코크 (René Kok, 1983-1984)
- 한스 판데르발 (Hans van der Wal, 1984)
- 얀 판니스 (Jan van Nies, 1985)
- 마르턴 펠트하위저 (Maarten Veldhuizen, 1986)
- 피트 더베이메스트다흐 (Piet de Vey Mestdagh, 1986-87)
- 프리츠 판리크소르트 (Fritz van Rikxoort, 1987-88)
- 렘코 베르케르커 (Remco Verkerke, 1988-89)
- 로버르트 잘 (Robert Zaal, 1989-90)
- 케이스 판위덴하우트 (Kees van Udenhout, 1990)
- 로날트 판분젤 (Ronald van Woenzel, 1990-91)
- 라르스 페르보어트 (Lars Vervoort, 1991)
- 히노 포헐상 (Gino Vogelsang, 1991)
- 린코 더코에이어르 (Rinco de Koeijer, 1991)
- 에르빈 한 (Erwin Haan, 1991)
- 피터르 카스 (Pieter Kas, 1991-92)
- 힐트 알흐라 (Gielt Algra, 1992-93)
- 나우트 판더레이 (Noud van de Rhee, 1993-1994)
- 라울 그레고아 (Raoul Gregoire, 1994)
- 허리트 더프리스 (Gerrit de Vries, 1995)
- 안너 피터르 디르만서 (Anne Pieter Diermanse, 1995)